# Goñiz
Goñiz es un apellido de origen vasco, asentado en Navarra. Se cree que proviene del apellido Goñi, aunque esta teoría no se puede dar como fiable. En la isla de Cuba existen familias que poseen dicho apellido escrito que son descendientes de inmigrantes españoles provenientes de Navarra a principios del siglo XIX y que se asentaron en el occidente de Cuba, exactamente en la provincia de Pinar del Río.